# ملكة جهان
ملكة جهان (بالفارسية: ملکه جهان) (21 يونيو 1875- 5 نوفمبر 1947) هي ملكة فارسية قرينة، زوجها هو الشاه القاجاري محمد علي شاه وابنها أحمد شاه قاجار آخر سلاطين السلالة القاجارية. والدها هو الأمير كامران ميرزا نائب السلطنة ابن ناصر الدين شاه القاجاري، في 20 فبراير 1893 عقد قرانها على ابن عمها الأمير محمد علي ميرزا اعتضاد السلطنة (لاحقاً محمد علي شاه) وكان شرط الزواج أن يطلق محمد علي زوجته الأولى التي عقد عليها بصيغة زواج المتعة، وقد وافق على هذا الشرط. وعندما أصبحت ملكة أُطلق عليها لقب ملكه جهان وتعني بالفارسية ملكة العالم.

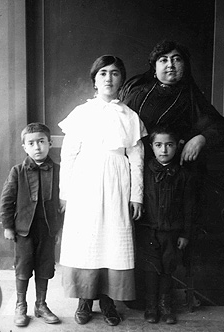
ملكه جهان مع أبنائها.

أثمر زواج ملكة جهان من محمد علي شاه عن خمسة أولاد:
أحمد شاه قاجار، محمد حسن ميرزا، محمود ميرزا، عبد المجيد ميرزا، فاطمة خانم.
بعد خلع زوجها تم تنصيب ابنها أحمد شاه قاجار في 16 يوليو 1909 وكان لا يزال صغيراً، وبعد انقلاب وزير الحرب رضا بهلوي غادرت إلى المنفى في أوروبا مع عائلتها، ولكنها بقيت مصرّة على مواجهة رضا بهلوي فسافرت من فرنسا لمقابلة مراجع الدين الشيعة في العتبات المقدسة في العراق واستحصال الفتاوى منهم بفساد الوزير وبطلان انقلابه، لكن عند وصولها العراق كان رضا بهلوي قد نصّب نفسه ملكاً وحمل لقب رضا شاه بهلوي، منهياً بذلك حكم الدولة القاجارية.
توفيت ملكة جهان في منفاها في بلدة سان كلو قرب باريس في 5 نوفمبر 1947 ونُقل جثمانها إلى العراق ليدفن في العتبة الحسينية بكربلاء حيث مقابر ابنها وزوجها وعدد من أفراد الأسرة القاجارية. ولها كتاب بعنوان برهان الإيمان ويتضمن مجموعة من الأدعية والأذكار.

## وصلات خارجية
- Malekek Jahan at Qajar(Kadjar) Pages
- دنياى زنان در عصر قاجار